# ネヘレニア

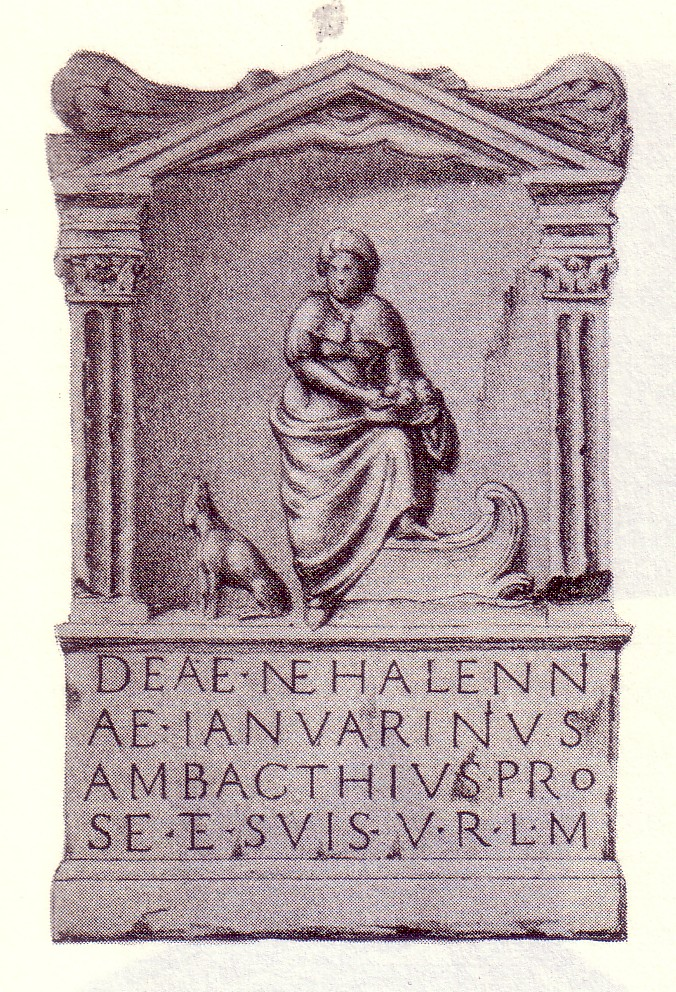
ネヘレニアの祭壇

ネヘレニアあるいはネハレニア（NehalenniaあるいはNehalenia)は、ケルト民族の女神。紀元後の早い時期に北海沿岸で崇拝されていた、
北海を航海する人々の守り神であった。オランダのアントウェルペンには、現在は海面下に沈んでしまった、ネヘレニアの神殿があったとされている。